# Fédération angolaise d'échecs
La Fédération angolaise d'échecs (en portugais : Federacao Angolana de Xadrez) est l'organisme qui a pour but de promouvoir la pratique des échecs en Angola. Elle est affiliée à la Fédération internationale des échecs depuis 1980.